# Aigurande
Aigurande is een gemeente in het Franse departement Indre (regio Centre-Val de Loire). De plaats maakt deel uit van het arrondissement La Châtre. De inwoners worden Aigurandais genoemd. Aigurande telde op 1 januari 2022 1.329 inwoners.

## Geografie
De oppervlakte van Aigurande bedroeg op 1 januari 2022 27,77 vierkante kilometer; de bevolkingsdichtheid was toen 47,9 inwoners per km².

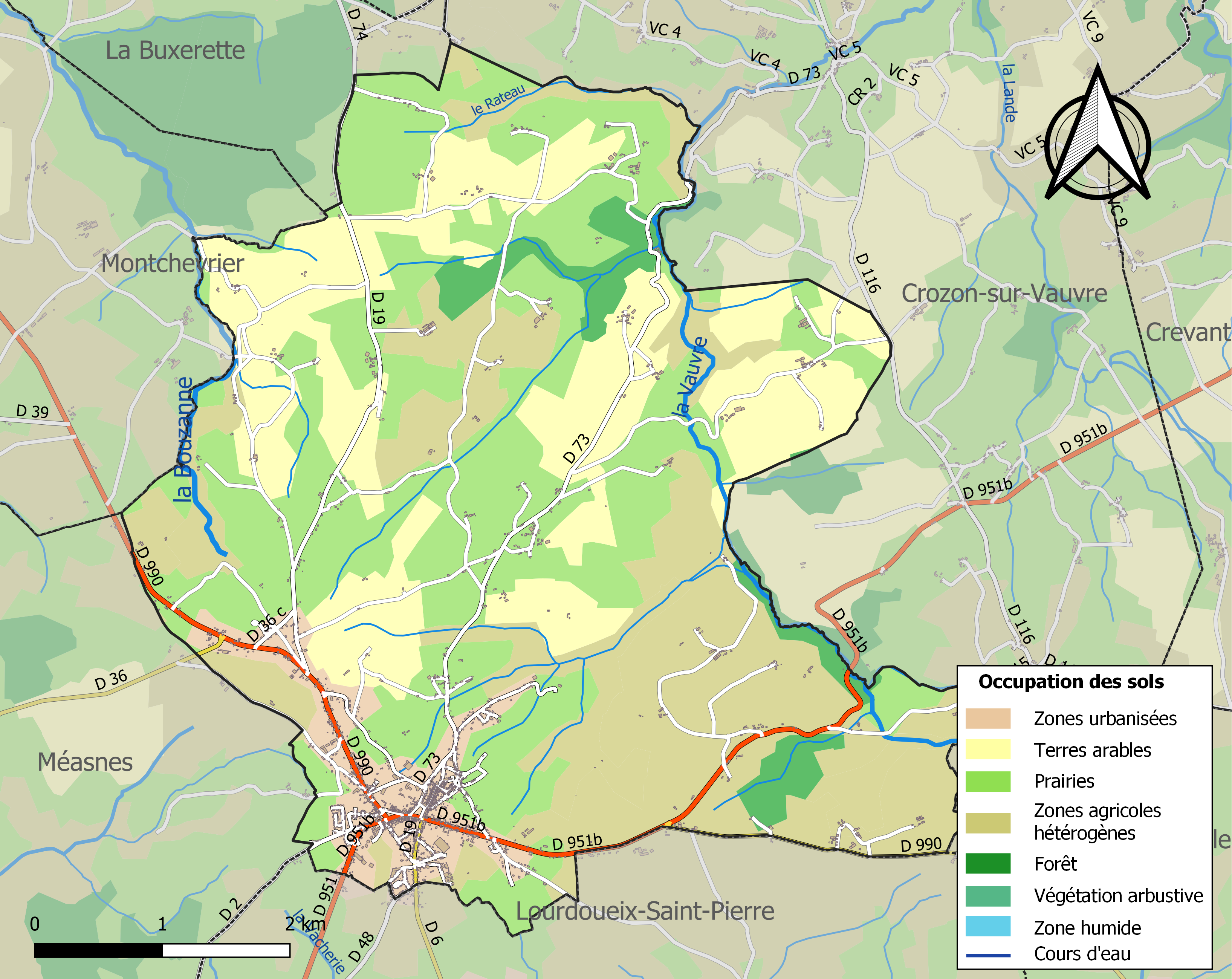
Kaart van de gemeente met belangrijkste infrastructuur, bodemgebruik en omliggende gemeenten

## Sport
Aigurande was twee maal startplaats van een etappe in de Tour de France.

## Demografie
Onderstaande figuur toont het verloop van het inwonertal (bron: INSEE-tellingen).